# NGC 5749
NGC 5749 је расејано звездано јато у сазвежђу Вук које се налази на NGC листи објеката дубоког неба.
Деклинација објекта је - 54° 29' 37" а ректасцензија 14h 48m 48,8s. Привидна величина (магнитуда) објекта NGC 5749 износи 8,8. NGC 5749 је још познат и под ознакама OCL 930, ESO 176-SC4.